# Aleksandr Kuszczew
Aleksandr Michajłowicz Kuszczew (ros. Александр Михайлович Ку́щев; ur. 28 kwietnia?/10 maja 1898 w Moskwie, zm. 14 stycznia 1975 w Mińsku) – radziecki dowódca wojskowy, generał pułkownik, Bohater Związku Radzieckiego (1945).

## Życiorys
Ukończył szkołę kolejową, pracował w fabryce, od lutego 1917 służył w rosyjskiej armii, skończył szkołę wojskową i został młodszym podoficerem. W grudniu 1917 wstąpił do Czerwonej Gwardii, od 1918 był żołnierzem Armii Czerwonej, uczestniczył w wojnie domowej jako dowódca oddziału partyzanckiego, kompanii i batalionu. Od 1920 należał do partii komunistycznej, w 1927–1928 dowodził pułkiem piechoty w Kańsku, w 1932 ukończył Akademię Wojskową im. Frunzego, a w 1932–1936 był dowódcą pułku strzelców na Dalekim Wschodzie i szefem sztabu 26 Dywizji Strzeleckiej. W 1937 ukończył Akademię Sztabu Generalnego Armii Czerwonej, w 1939 był szefem sztabu wydzielonego 57 Korpusu rozlokowanego w Mongolii w stopniu kombriga; na tym stanowisku brał udział w bitwie nad Chałchin-Goł.
29 czerwca 1939 został aresztowany w Ułan Bator przez funkcjonariuszy Wydziału Specjalnego Zabajkalskiego Okręgu Wojskowego pod zarzutem szpiegostwa na rzecz Japonii i 19 listopada 1940 skazany przez Kolegium Wojskowe Sądu Najwyższego ZSRR na 20 lat pozbawienia wolności, utratę praw, konfiskatę mienia i degradację. Za wstawiennictwem Gieorgija Żukowa 14 czerwca 1943 został zwolniony z więzienia i przywrócony do służby wojskowej, jednak nie przywrócono mu wcześniejszego stopnia, dając mu rangę pułkownika.
W grudniu 1943 został skierowany na front II wojny światowej, 8 czerwca 1944 wyznaczono go szefem sztabu 5 Armii Uderzeniowej w składzie 3 Frontu Ukraińskiego, 13 września 1944 otrzymał stopień generała majora. Brał udział w operacji jassko-kiszyniowskiej, w listopadzie 1944 wraz z armią znalazł się w składzie 1 Frontu Białoruskiego, uczestniczył w operacji wiślańsko-odrzańskiej, na czele 5 Armii Uderzeniowej sforsował Pilicę i Odrę (w rejonie Kostrzyna), 11 lipca 1945 został generałem porucznikiem.
Do kwietnia 1947 był szefem sztabu armii, w 1953–1955 szefem sztabu Nadwołżańskiego Okręgu Wojskowego, w 1955–1968 przedstawicielem głównodowodzącego Zjednoczonych Sił Zbrojnych Państw-Stron Układu Warszawskiego (od 8 sierpnia 1955 w stopniu generała pułkownika), 4 marca 1965 został w pełni oczyszczony z zarzutów, w 1968 zakończył służbę wojskową.

## Odznaczenia
- Złota Gwiazda Bohatera Związku Radzieckiego (29 maja 1945)
- Order Lenina (dwukrotnie)
- Order Czerwonego Sztandaru (trzykrotnie)
- Order Kutuzowa I klasy
- Order Kutuzowa II klasy
- Medal jubileuszowy „XX lat Robotniczo-Chłopskiej Armii Czerwonej”
- Medal „Za zwycięstwo nad Niemcami w Wielkiej Wojnie Ojczyźnianej 1941–1945”
- Medal „Za wyzwolenie Warszawy”
- Medal „Za zdobycie Berlina”